# Woda królewska

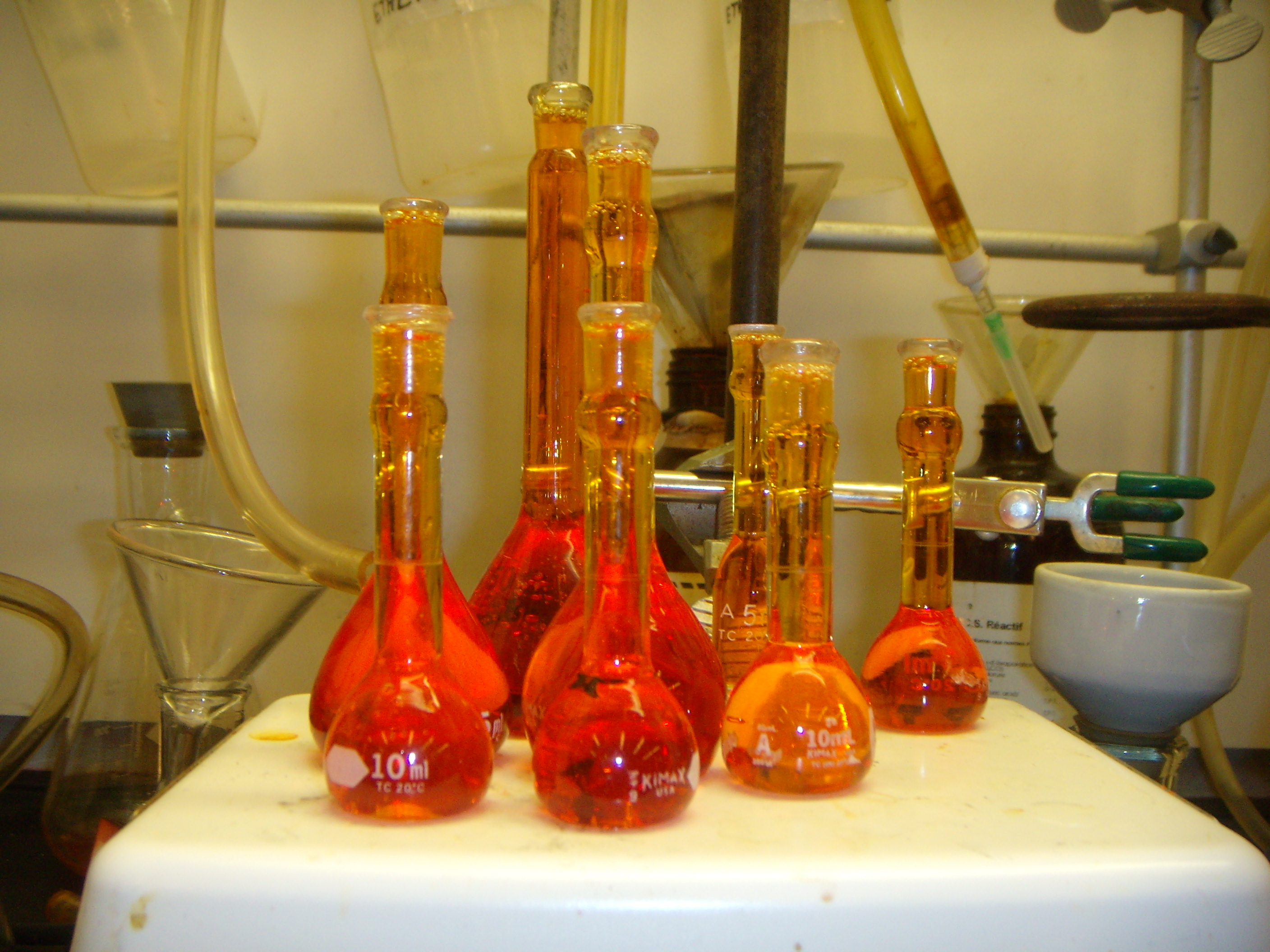
Woda królewska niedługo po przygotowaniu

Woda królewska (łac. aqua regia) – mieszanina stężonego kwasu solnego i azotowego w stosunku objętościowym 3:1. Ma bardzo silne właściwości utleniające, roztwarza złoto, platynę, pallad i inne metale szlachetne oraz inne odporne chemicznie metale (cyrkon, hafn, molibden). Odporne na jej działanie są chrom, niob, rod, osm, wolfram i tantal oraz iryd i ruten do temperatury 100 °C.
Świeży roztwór jest bezbarwny, ale szybko przybiera kolor pomarańczowy. Jest silnie żrący. Dawniej był używany w laboratoriach do czyszczenia szklanych naczyń z zanieczyszczeń organicznych i osadów metali. W wodzie królewskiej występują znaczne ilości pomarańczowego chlorku nitrozylu, powstającego zgodnie z równaniem:
3HCl + HNO
3 → Cl
2 + NOCl + 2H
2O
W układzie zamkniętym woda królewska jest układem trójfazowym ciecz–ciecz–gaz, przy czym ciekłą fazę dolną stanowi w większości chlorek nitrozylu i chlor, a faza górna jest fazą wodną. Fazy te nie tworzą się w układzie otwartym, gdy chlorek nitrozylu i chlor mogą się ulatniać.

## Roztwarzanie metali
Proces roztwarzania złota przez wodę królewską przypisywano dawniej powstawaniu w mieszaninie silnie reaktywnego chloru in statu nascendi:
3HCl + HNO
3 → 2Cl•
 + 2H
2O + NOCl
Tego typu reakcje są nadal cytowane, jednak obecnie zwykle przyjmuje się, że czynnikiem utleniającym jest kwas azotowy, a przebieg reakcji może być następujący:
Au + 4Cl−
 + 3NO−
3 + 6H+
 → [AuCl
4]−
 + 3NO
2↑ + 3H
2O
lub:
Au + 4Cl−
 + NO−
3 + 4H+
 → [AuCl
4]−
 + NO↑ + 2H
2O
Proces ten jest dwustopniowy. Pierwszy etap to utlenianie złota do jonów Au3+
 przez kwas azotowy:
Au + 3NO−
3 + 6H+
 → Au3+
 + 3NO
2↑ + 3H
2O
które następnie wiązane są przez jony chlorkowe do kompleksowego anionu chlorozłocianowego [AuCl
4]−
:
Au3+
 + 4Cl−
 → [AuCl
4]−

## Historia
Pierwszy opis wody królewskiej pochodzi prawdopodobnie z pism anonimowego alchemika z XIV wieku, znanego jako Pseudo-Geber, prawdopodobnie Włocha lub Hiszpana. Uzyskana przez niego mieszanina była zdolna do roztwarzania złota,  srebra i siarki. Natomiast wg historyka nauki Ahmada al-Hassana woda królewska została opisana już w XIII w. przez alchemików arabskich.
W przeszłości woda królewska była odczynnikiem cenionym i chętnie używanym przez alchemików. Przypisywano jej magiczne właściwości, które jakoby były niezbędne do roztwarzania złota i srebra.
Obecność chlorku nitrozylu w wodzie królewskiej po raz pierwszy opisał Edmund Davy w roku 1830.